# ジョン・ヘイダック
ジョン・クエンティン・ヘイダック （John Quentin Hejduk、1929年7月19日 - 2000年7月3日）は、チェコ系アメリカ人建築家、芸術家、教育者。米国ニューヨークで人生の大半を過ごしたヘイダックは、形、組織、代表、相互関係の基本的な問題に深い関心を持っていたことでも有名。 
クーパーユニオン、シンシナティ大学 、 ハーバード大学デザイン大学院で学び、イオ・ミン・ペイ and PartnersのオフィスやAM Kinney and Associatesのオフィスを含むニューヨークのいくつかのオフィスで働いていた。 1965年に独立しニューヨーク市で活動を開始。 

## 来歴

### 教授として
ヘイダックはクーパー・ユニオン・オブ・サイエンス・アンド・アート・アドバンスの建築学科教授、1964年から2000年まで建築学校、1975年から2000年まで建築学校長を務めた。 他の多くの影響力のある教授（ ライムンド・アブラハム 、リカルド・スコフィディオ 、 ピーター・アイゼンマン 、 チャールズ・グワスミー 、 ダイアナ・アグレスト 、ダイアンルイス、 エリザベス・ディラー 、 デビッド・シャピロ 、ドン・ウォールなど）の協力を得てルートヴィヒ・ミース・ファン・デル・ローエによるアーマーインスティテュートのイリノイ工科大学への変容と比較されるような方法で、建築の実践と批判的思考を変えた。 

## アプローチ
彼の初期の作品とカリキュラムは、立方体、グリッド、フレームを探索する一連の演習から、時々湾曲する壁に対抗して設置された対角線のコンテナ内に配置された正方形のグリッドを調べ、さまざまな組み合わせで平面とと色湾曲したマスを使用した一連の実験に発展。彼の研究を支援するために1967年にはグラハム財団から助成金を授与されており、最終的に フランク・ロイド・ライトとルートヴィヒ・ミース・ファン・デル・ローエの影響を強く受けたジョン・ハイジュクの「ハードライン」モダニズムの宇宙開発演習へ、神話と精神性の影響を受けたフリーハンドの「フィギュア/オブジェクト」を支持して興味から離れていくが、これは彼の本質を明確に表現している。   ヘイダックの形状/オブジェクトとその周囲の関係は物議を醸す主題であり、 ピーター・アイゼンマンの初期の家によって提起されたものと同様の問題を提起していた。 
建築史家のK.マイケル・ヘイズは、ヘイダックの建築物を「遭遇」の1つとして説明し、ヘイダックのオブジェクトを「私たちのことを意識して、対処するのは不可能だ」と考えていると解説。「それでも、私たちが望んだ自分自身の満足のいく反射ではなく、別のこと、私たちを振り返って、私たちを見て、私たちを置くこと」が、ポストモダンのラカニアの視点から彼の仲間の作品よりも「文学」として ヘイダック  の作品を明確に表現しているとしている。  

## 業績
ヘイダック は、ニューヨークファイブ （建築家のピーター・アイゼンマン 、リチャード・マイヤー、マイケル・グレイヴス 、チャールズ・グワスミー ）らとともに多くの学校での建築教育に関係している。その初期の実践は Five Architects （1973）   、オースティンのテキサス・スクール・オブ・アーキテクチャ・オブ・オースティンの革新的な建築家と教授のグループで、有名な参加者にはコーリン・ロウとWerner Seligmannがいた。 
ヘイダック によるものとヘイダック に関する研究を発表している現代の理論家、研究者、学者には、K.マイケル・ヘイズ  のほかにはMark Linder 、  RE Somol 、  Anthony Vidler  、およびRenata Hejdukらがいる 。   
ヘイダックの作品の大部分はケベック州モントリオールにあるカナダ建築センターに保管されている。 

## 重要な建築作品
- 音楽家のための家（1983）
- 自殺の家と自殺の母の家（プラハ、2016年に記念碑が設置された）[11]
- クロイツベルクの塔と翼（ベルリン、Allemagne、1988）
- テーゲル住宅（ベルリン、1988）
- 四人組の家/二人兄弟のための家（ベルリン、テーゲル、1988）
- IBA 87のゲートハウス（ベルリン、1991）
- ラ・マスカラ・デ・ラ・メドゥーサ（ブエノスアイレス、1998）
- ウォール・ハウスII （グローニンゲン、2001）

ジョン・ ヘイダック  の重要な建築作品
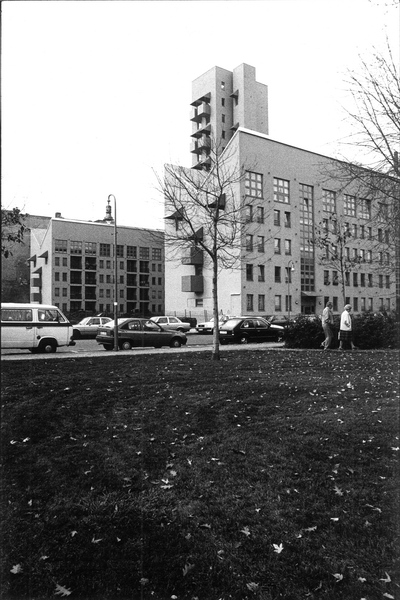
クロイツベルクタワーと翼 （1988年、ベルリン、ドイツ）。
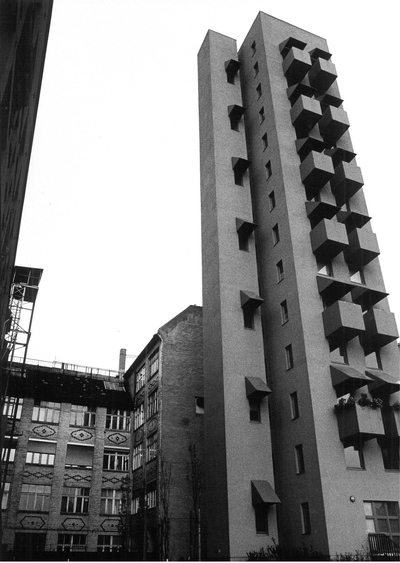
クロイツベルクタワーと翼 （1988年、ベルリン、ドイツ）。
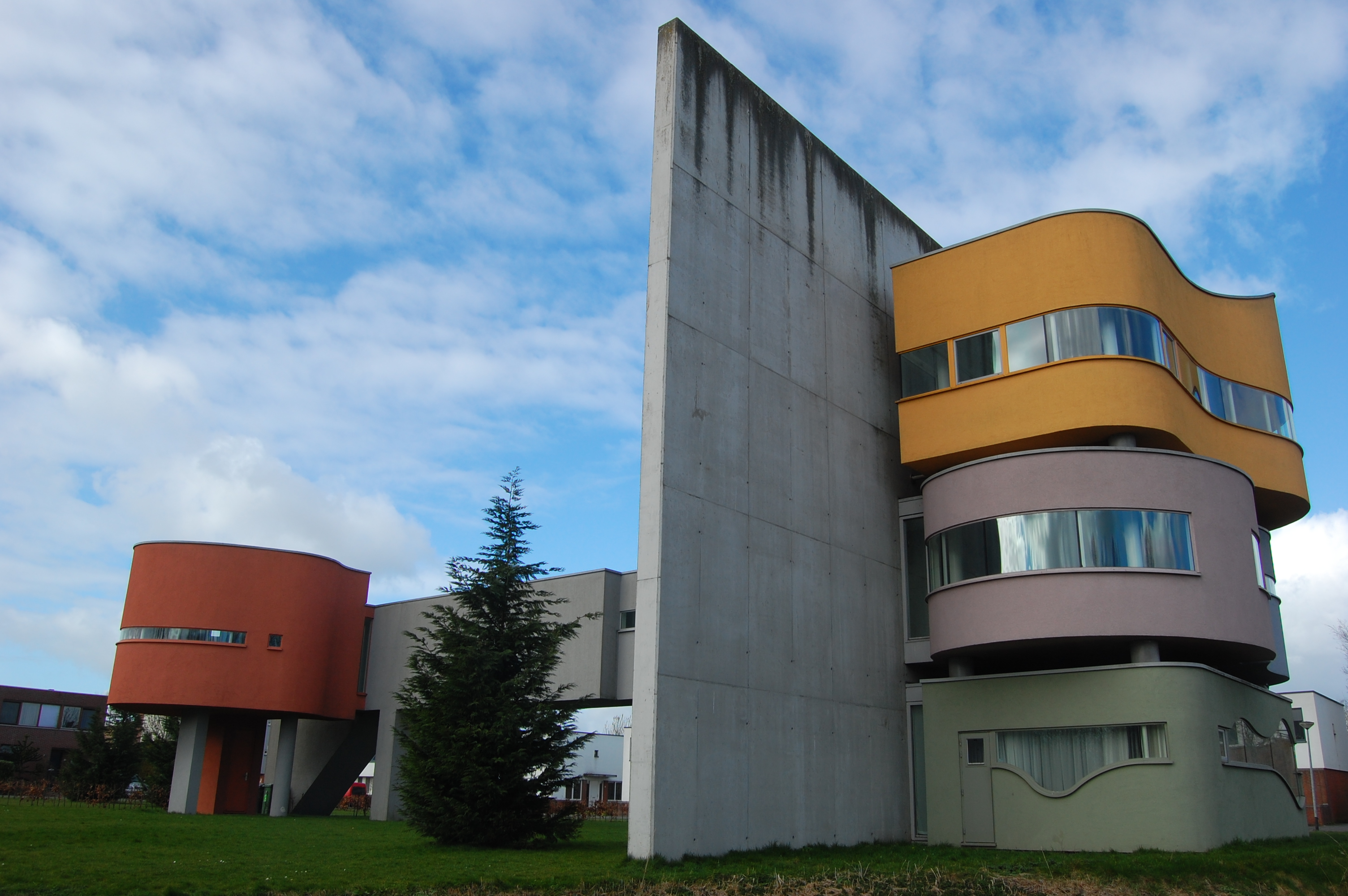
ウォールハウスII 死後に造られた1970年代のデザイン（Groningen、オランダ、2001）。
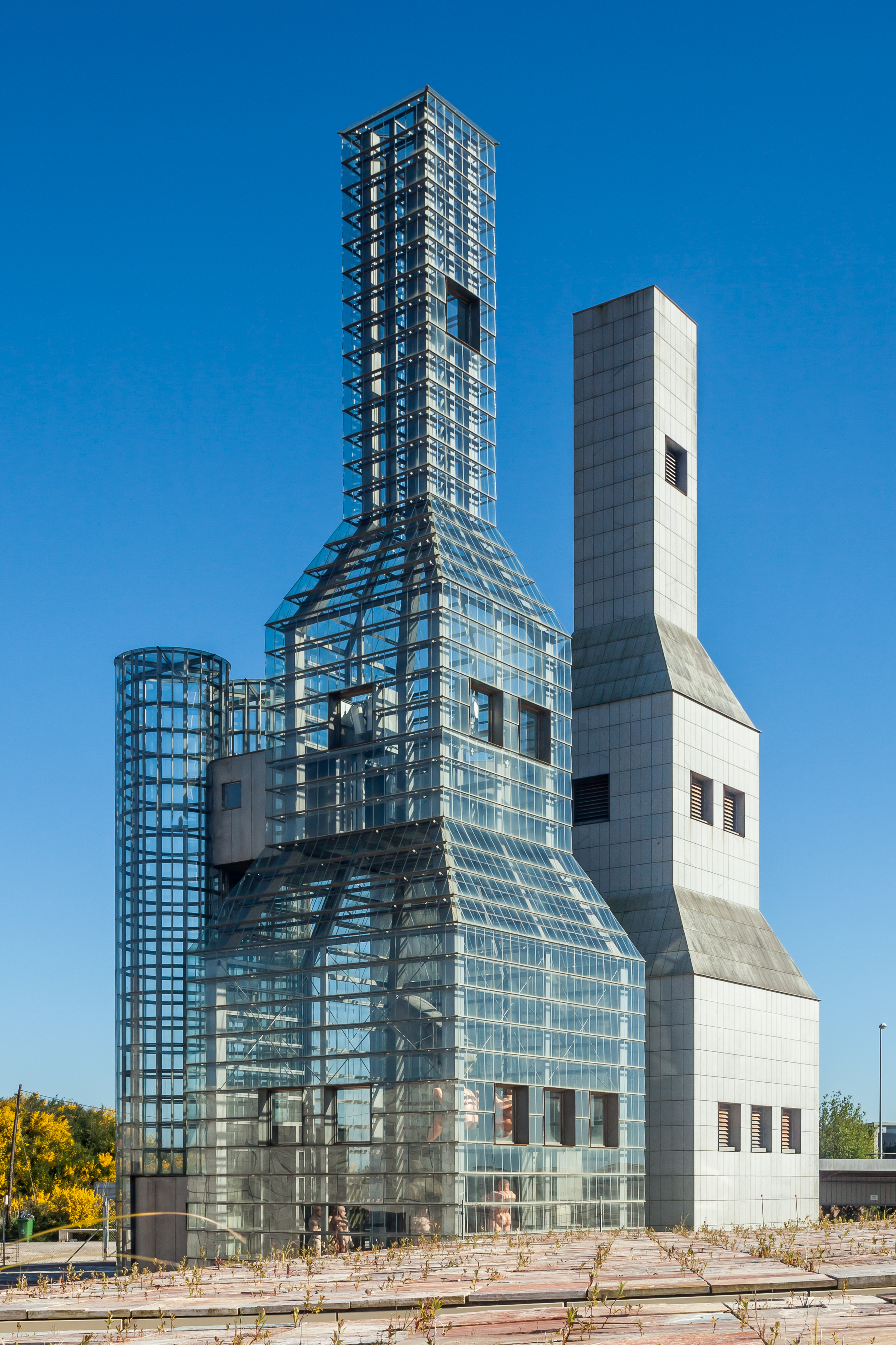
スペイン、 サンティアゴ・デ・コンポステーラ 。

### ローリングハウス
2019年、ハナセホが率いるプラハのチェコ工科大学建築学部の学生が、ヘイダックの図面に従ってオブジェクトローリングハウスを作成した。 このプロジェクトは、最小限のモバイルビルディングをテーマに、サマースクールオブビルディングのスタジオで作成されたもので 建設は2019年10月と11月に行われた。 建物は、2019年11月11日にベルベット革命 30周年を祝うために、アレナ・アラムコバへのそして彼女の90歳の誕生日のための贈り物として発表された。

## 概念的な作品
- ダイヤモンドハウス（1962）
- アイデンティティカードマン（犠牲者シリーズ、1986）
- 思考の灰の墓地（1975）
- ベルリンマスク（1981）
- 大聖堂（1996）
- チャペル、太陽と月の結婚式（1998）